# Heiligenhäuschen (Kleinwenkheim; Michael-Christ-Straße 22)

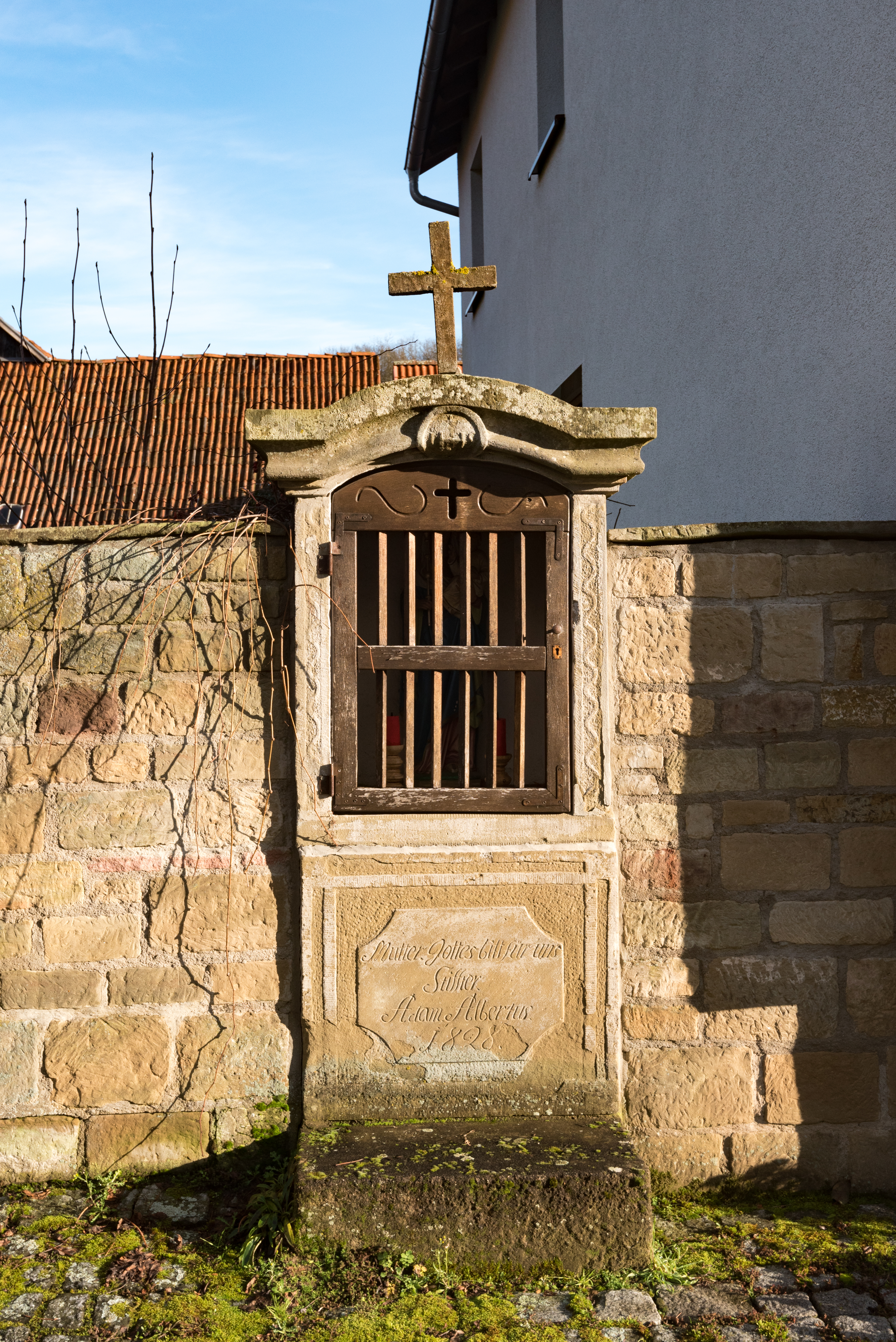
Heiligenhäuschen in Kleinwenkheim, Michael-Christ-Straße 22

Das Heiligenhäuschen Michael-Christ-Straße 22 befindet sich in Kleinwenkheim, einem Gemeindeteil der Stadt Münnerstadt im unterfränkischen Landkreis Bad Kissingen in der Michael-Christ-Straße 22 und ist in die Umfriedung des dahinter befindlichen Anwesens eingearbeitet. Es gehört zu den Münnerstädter Baudenkmälern und ist unter der Nummer D-6-72-135-172 in der Bayerischen Denkmalliste registriert.

## Beschreibung
Das Heiligenhäuschen besteht aus Sandstein und entstand im Jahr 1828.
Der 75 cm hohe untere Teil trägt vorne folgende Inschrift:

„Mutter Gottes bitt für uns

Stifter

Adam Albertus

1828“

Der obere Teil ist 97 cm hoch.
Die Nische ist mit einem Lattenzäunchen verschlossen und beherbergt eine Muttergottesstatue mit Kind. Das Dach wird mit einem Kunststeinkreuz bekrönt; darunter steht in einer Kartusche eine IHS-Inschrift.